# オンラインシネマ
『オンラインシネマ』は、アイエス・フィールド制作のドラマシリーズ。独立した全4話からなり、第1話と第2話が2020年5月22日に、第3話と第4話が5月29日にABEMA（ABEMA SPECIALチャンネル）で配信された。
新型コロナウイルス感染症感染拡大の影響でドラマ収録が見合わされる中、キャスト、スタッフ共に、誰とも接触せず、企画からキャストのオーディション、撮影や編集など全ての工程を誰とも接触せずにオンライン上だけで制作された。この状況下だからこそできるエンターテイメントを追求し、ジャンルはサスペンスやコメディなど様々なオリジナリティあふれる作品に仕上がっている。
キャストはアイドルや映画、舞台で活動している若手などが起用されている。
同年6月20日、21日には改めて各作品のオンライン上映＋キャストと監督も交えてアフタートーク会が行われた。

## 第1話「10年後の梨奈へ」

### あらすじ（第1話）
ダークファンタジー（ホラーサスペンス）作品。10年前に事故で恋人である智哉を失った梨奈。今でも彼を思い出し、忘れることができない日々を送っていたある日、死者に会えるインターネットサイトがある話を耳にする。梨奈は会いたい一心でそのサイトにアクセスを試みる。

### キャスト（第1話）
- 梨奈：村田寛奈[1]
- 平松來馬
- 横井翔二郎
- 秋山ゆずき

### スタッフ（第1話）
- 企画/プロデュース：嶋田豪
- プロデューサー：西前俊典
- AP：荒木聡
- 劇中歌：「ひととき」（村田寛奈）
- キャスティング：長谷部成彦（クリエイターズ・フィールド）
- 製作：アイエス・フィールド
- 監督・脚本：諸江亮

## 第2話「Go!Con!」

### あらすじ（第2話）
コメディ作品。歌手を目指していた楓だったが、まったく芽が出ず撮影モデルで食いつなぐ日々。しかし年齢も29歳となり、それもいつまでできるのかと悩みもあり、加えて合格したオーディションも緊急事態宣言ですべて中止となった。気を紛らわすためとオンライン合コンに挑んでみるのだが、入った先はアバター合コン。知らずに参加した楓はひとり顔を晒し参加するのだが…。

### キャスト（第2話）
- 楓：高橋凛[1]
- 瀬戸祐介
- 相馬理
- 曽田陵介
- 月野もあ（仮面女子）
- 岩田華怜

### スタッフ（第2話）
- 企画/プロデュース：嶋田豪
- プロデューサー：西前俊典
- AP：荒木聡
- AD：徳永崇志
- 劇中歌：「太陽系シンデレラ」（めにぱら）
- キャスティング：長谷部成彦（クリエイターズ・フィールド）
- 製作：アイエス・フィールド
- 監督・脚本：藤田真一

## 第3話「Sucker Punch」

### あらすじ（第3話）
アクションSF作品。大和はパソコン画面に向かって友人とけんかしていた。口論の末、思わず画面を殴ってしまう大和だったが、ふと画面に目をやると友人は痛みに襲われていた。なんと大和はパソコン画面越しに相手を殴ることができる特殊な能力を持っていたのだ。大和は能力を面白がり、興味本位に、悪趣味に使っていく。すると見ず知らずの女からビデオ通話がかかってきた。女も大和と同じ特殊能力を持っていたのだ。

### キャスト（第3話）
- 大和：水石亜飛夢[3]
- 忍：葵うたの
- 奈菜：岡田佑里乃
- 浩二：長谷川大
- 良一：原沢侑高
- TAKATIN：テジュ
- 的場絢香
- 林智香
- 小笠原好美
- 本田吉秀
- 榎木孝幸
- 増田裕介
- 肥後遼太郎
- 池畑暢平
- 荒木聡

### スタッフ（第3話）
- 企画/プロデュース：嶋田豪
- プロデューサー：西前俊典、諸江亮
- AP：荒木聡
- AD：徳永崇志
- 協力：アドバンス社
- キャスティング：クリエイターズ・フィールド
- 製作：アイエス・フィールド
- 監督/脚本：藤田真一

## 第4話「GIFT〜しあわせのカタチ〜」

### あらすじ（第4話）
ハートフルストーリー作品。結婚式を控えていた瑞樹だったが、新型コロナウイルス感染拡大防止の観点から急遽中止となってしまった。結婚式予定だった当日、実兄からURLが届く。指定された時間にログインすると、そこは即席であつらえたオンライン結婚式の場であった。しかしその実瑞樹には、コロナとは別に結婚式を伸ばしたい理由があったのだ。

### キャスト（第4話）
- 瑞樹：久住小春[3]
- 淺川眞來
- 横山真史
- 吉田明加
- 松岡里英
- 高瀬英璃
- 渡辺裕也
- 佐古麻由美

### スタッフ（第4話）
- 企画/プロデュース：嶋田豪
- プロデューサー：西前俊典
- 脚本：長谷部成彦
- 音楽：臼井友里絵
- AP：荒木聡
- キャスティング：クリエイターズ・フィールド
- 製作：アイエス・フィールド
- 監督：諸江亮

## 配信日程
| 放送回 | 放送日  | タイトル                 | 監督     | 脚本       |
| ------ | ------- | ------------------------ | -------- | ---------- |
| 第1話  | 5月22日 | 10年後の梨奈へ           | 諸江亮   | 諸江亮     |
| 第2話  | 5月22日 | Go!Con!                  | 藤田真一 | 藤田真一   |
| 第3話  | 5月29日 | Sucker Punch             | 藤田真一 | 藤田真一   |
| 第4話  | 5月29日 | GIFT〜しあわせのカタチ〜 | 諸江亮   | 長谷部成彦 |